# 小林信一 (ギタリスト)
小林 信一（こばやし しんいち、1970年10月10日 - ）は、日本のギタリスト、シンガーソングライター。東京都出身。A型。地獄カルテットのメンバー。

## 経歴
小学校から中学校まではブラスバンドでトランペットを吹き、東京都立富士高校2年からギターを始める。
日本大学文理学部化学科卒業後、MI JAPAN東京校の講師に就任。
20代の頃に、TVやCMソングのギターレコーディング・ソングライティングなどの活動を機に、プロの音楽家として活動を開始。
その後、ハードロックバンドR-ONEでの活動をきっかけに、楽器メーカーのESPやSCHECTERのモニターを務め7弦ギターの開発に協力。
2004年、リットーミュージックより書籍『地獄のメカニカル・トレーニング・フレーズ』を刊行。
2006年、バンドBLOOD IVに加入（2010年に脱退）。
2007年、『地獄のメカニカル・トレーニング・フレーズ』シリーズの著者4人で地獄カルテットを結成。
2010年、キングレコードよりソロアルバム『ネクタイ地獄』をリリース。
2019年、R-ONE再結成。
2020年、ギタリスト前田隆也とギターインストユニット『2.5Metallified』を結成。

## 概要
上半身裸にネクタイの格好でパフォーマンスをすることが多い。また、北斗の拳の大ファンであり、メインで使用するギターにはキャラクターの名前を付けている。

## 作品

### アルバム
- 『ネクタイ地獄』 （2010年2月24日）

### ゲーム
- 『GuitarFreaksXG2 & DrumManiaXG2』

「ゲームより愛を込めて」
- 『GITADORA GuitarFreaks & DrumMania』

「Hyperseven type K」
- 『GITADORA Tri-Boost』

「輪廻転生」
- 『Deemo』

「Sairai」
- 『Cytus』

「To further dream」

### コンピレーションアルバム
- 『光速王 Legendary Shred Guitar Kingdom -ROCK篇-』 （2012年）

「ツクスイミ」

### 書籍
- 『地獄のメカニカル・トレーニング・フレーズ』 （2004年7月30日）
- 『地獄のメカニカル・トレーニング・フレーズ 愛と昇天のテクニック強化編』 （2005年9月28日）
- 『地獄のメカニカル・トレーニング・フレーズ お宅のテレビで驚速DVD編』 （2006年09月28日）
- 『地獄のメカニカル・トレーニング・フレーズ 暴走するクラシック名曲編』 （2007年5月31日）
- 『地獄のメカニカル・トレーニング・フレーズ 攻略せよ！ゲーム・ミュージック編』 （2008年6月30日）
- 『地獄のメカニカル・トレーニング・フレーズ 反逆の入隊編』 （2009年4月4日）
- 『天國のギター・トレーニング・ソング 永遠の名曲をギター・インストで弾き倒せ!』 （2010年3月23日）
- 『地獄の講義録 名曲×メカトレであの世逝きっ！』 （2010年9月25日）
- 『地獄の7弦ギター・トレーニング・フレーズ』 （2011年4月5日）
- 『地獄のメカニカル・トレーニング・フレーズ 驚速DVDで弟子入り！編』 （2011年5月10日）
- 『天國のギター・トレーニング・ソング 愛と昇天のスタンダード・ナンバー編』 （2012年3月23日）
- 『天國のギター・トレーニング・ソング 永遠の名曲をギター・インストで弾き倒せ! [改訂版]』 （2012年3月23日）
- 『ギタリストなら知っておきたい音楽理論』 （2013年3月19日）
- 『天國のギター・トレーニング・ソング 翔べ! アニソン編』 （2014年2月28日）
- 『地獄のベーシック・トレーニング・フレーズ』 （2014年7月24日）